# Maria av Mecklenburg
Maria av Mecklenburg, född någon gång mellan 1363 och 1367, men troligen senast 1365, död efter 13 maj 1402, var hertiginna av Pommern-Stolp, gift med hertig Vratislav VII av Pommern. 
Hon var dotter till hertig Henrik Bödeln av Mecklenburg (död 1383) och den danska prinsessan Ingeborg Valdemarsdotter (död 1370).
Hon gifte sig 1380, före 23 mars, med hertig Vratislav VII av Pommern (stupad 1394 eller 1395) och fick med honom sonen Bogislav (född omkring 1382, död 1459), mer känd som den nordiske unionskungen Erik av Pommern, och dottern Katarina (född omkring 1390, död 1426), gift med pfalzgreve Johan av Pfalz (född omkring 1383, död 1443). Maria var även eventuell arvtagare till sin moster, den nordiska unionsdrottningen Margareta.